# 브래들리 국제공항

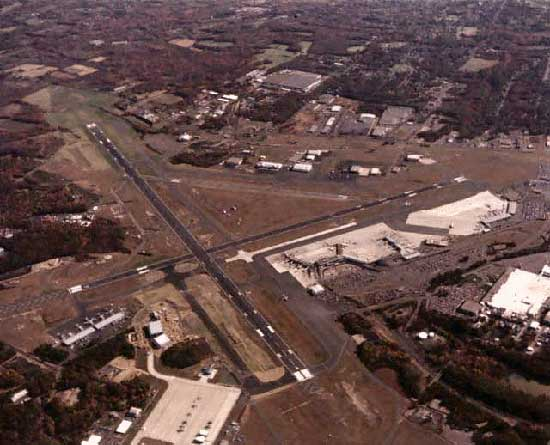

브래들리 국제공항(Bradley International Airport, IATA: BDL, ICAO: KBDL, FAA LID: BDL)은 미국 코네티컷주 윈저록스의 민간국제공항이다. 뉴잉글랜드에서 두 번째로 큰 공항이다.
이 공항은 코네티컷주 하트퍼드와 매사추세츠주 스프링필드 사이에 위치한다. 코네티컷의 가장 분주한 상업용 공항이자 보스턴의 로건 국제공항에 이어 뉴앵글랜드에서 두 번째로 분주한 공항이다.
브래들리의 첫 브랜드명은 "뉴잉글랜드로의 관문"(Gateway to New England)이었으나 2016년 "여행을 사랑하세요"(Love the Journey)로 변경되었다. 2019년, 브래들리 공항은 미국에서 55번째로 분주한 상업용 공항이다.